# Al-Ramadin
Al-Ramadin (àrab: الرماضين, ar-Ramāḍīn) és una vila palestina de la governació d'Hebron, a Cisjordània, situada 24 kilòmetres al sud-oest d'Hebron i inclou la petita vila d'Arab al-Fureijat al sud-est. Segons l'Oficina Central Palestina d'Estadístiques tenia 4.333 habitants el 2016.
Al-Ramadin i Arab al-Fureijat foren establertes per beduïns que van fugir del seu assentament tradicional a Beerxeba al Nègueb cap als suburbis d'ad-Dhahiriya. El nom «al-Ramadin» deriva de Ramadan, el patriarca de la major tribu beduïna que va fundar la vila actual després de la guerra araboisraeliana de 1948. Un consell de vila de 9 membres fou nomenat per l'Autoritat Nacional Palestina per administrar al-Ramadin i Arab al-Fureijat en 1997.
Hi ha tres mesquites actives a al-Ramadin, així com tres edificis històrics cristians, inclòs el monestir d'al-Fadi i l'església d'al-Asela. Les instal·lacions d'atenció primària de salut del poble són designades pel Ministeri de Salut com a nivell 2.